# Pallarais

Principales isoglosses du pallarais selon Pep Coll (1991).

Le pallarais (en catalan pallarès) est un sous-dialecte du catalan nord-occidental parlé dans le Pallars.
Il s’agit d’un dialecte constitutif du catalan, très conservateur, héritier du latin vulgaire parlé dans l’ancien comté de Pallars. Avec la Ribagorce, cette zone se différencie des autres zones constitutives par une romanisation plus faible et plus tardive, et par conséquent par une situation prolongée de bilinguisme avec la langue basque ou un proche parent, peut-être aussi tard que le Xe siècle. Ainsi, les principaux traits du pallarais s’affirment beaucoup plus tardivement, ce qui confère une physionomie très particulière à ce parler.
En raison de l’isolement géographique de la zone et du fort dépeuplement, il est menacé de disparition.

## Caractéristiques
- /o/ atone tend à se fermer en [u] dans certains contextes, notamment devant nasale[4] ;
- /e/ prétonique tend à se neutraliser en [ə], comme en catalan oriental[4] ;
- un trait particulièrement notable et archaïsant, commun avec le ribagorcien, est l’absence de certaines palatalisations finales ou intersyllabique devant yod : puig « colline » est prononcé puy (< latin PŎDĬU(M)), roig « rouge » est prononcé roy (< RŬBĔU(m)), major « (plus) grand » devient maió (< MAJŌRE(M)), etc.[5],[1] ;
- faiblesse de la palatalisation de -nn- intervocalique[6] ;
- certains parlers ont maintenu très tard les dentales en position finale absolue de certains groupes consonantiques (amuïs de longue date dans toute la Catalogne, conservés dans l’actualité en valencien et baléare), par exemple dans le suffixe -ent[6] ;
- maintien du -v- (issu de -b- latin) dans les désinences de l’imparfait en des deuxième et troisième groupe[7],[1] : dicābam / dicābat > diva, contre la forme générale deia ;
- l’article défini masculin pluriel est les, contre els en catalan général et los dans une partie du nord-occidental[8].